# Fator de crescimento semelhante à insulina

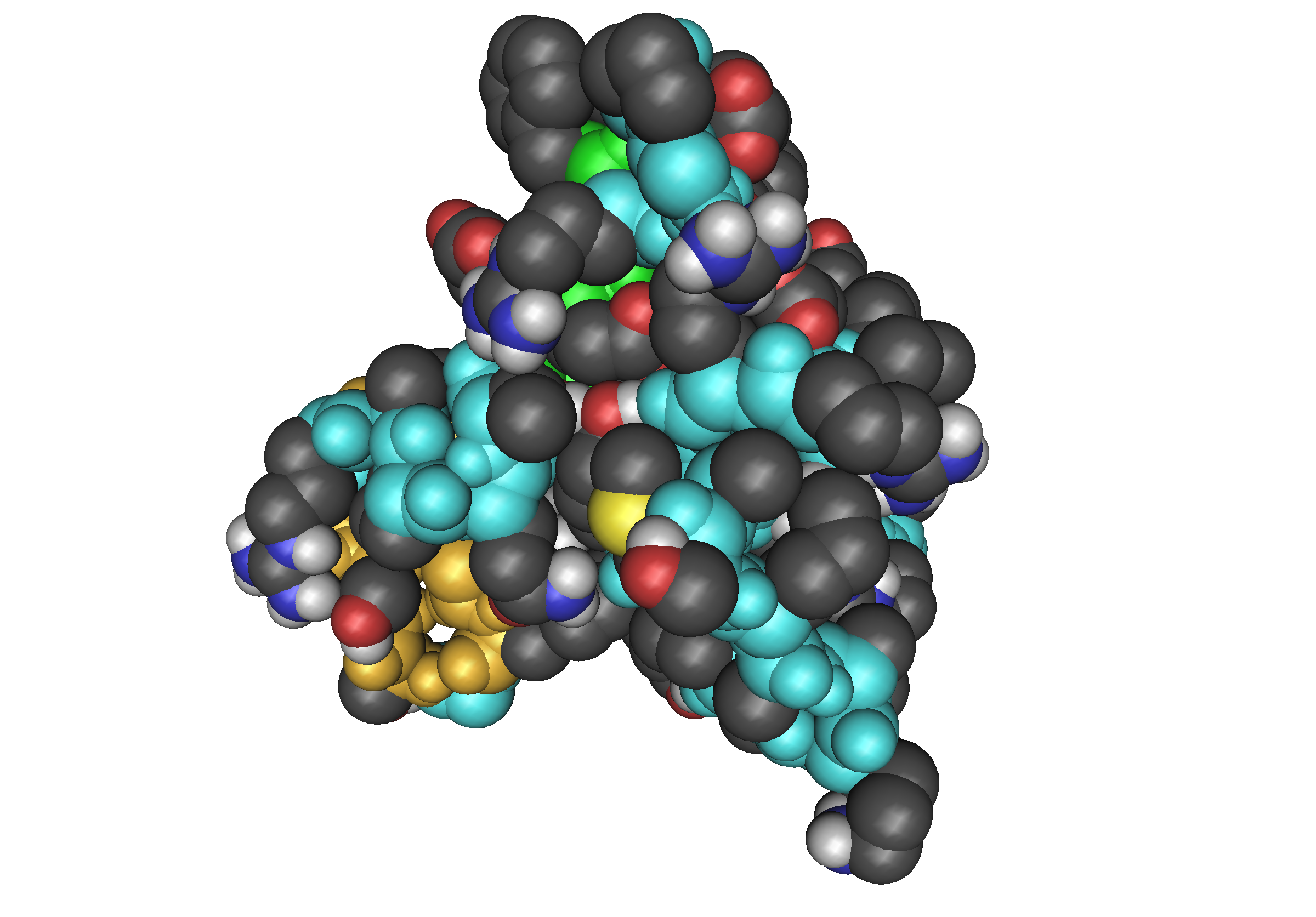
IGF

Os fatores de crescimento semelhantes à insulina, também conhecidos como somatomedinas ou IGF (do inglês: Insulin-like growth factor) são polipeptídeos com sequências altamente similares a da insulina. Os IGFs são parte de um sistema complexo que as células usam para se comunicar com o seu ambiente fisiológico. Este sistema complexo (muitas vezes referido como o "eixo IGF") consiste em dois receptores de superfície (IGF1R e IGF2R), dois ligantes (IGF-1 e IGF-2), uma família de seis proteínas de ligação de IGF de alta afinidade (IGFBP 1-6), bem como associadas enzimas degradantes IGFBP, referidas coletivamente como proteases.